# HD 74688
HD 74688，又名BD-02 2676，SAO 136243、HR 3472，是一颗恒星，视星等为6.41，位于銀經229.28，銀緯23.78，其B1900.0坐标为赤經8h 40m 17.7s，赤緯-2° 23.78′ 15″。